# Rijnvaartverklaring
Onder de Rijnvaartverklaring verstaan we de Verklaring inzake het behoren tot de Rijnvaart. Bij bedrijfsmatig vervoer met een binnenschip tussen twee plaatsen aan binnenwater waarop de Herziene Rijnvaartakte van toepassing is, (de zogenaamde Aktewateren volgens de Akte van Mannheim), moet de eigenaar van het schip, of de reder die het laat varen, in het bezit zijn van deze verklaring. Daarin verklaart de overheid van een staat, die betrokken is bij het verdrag, dat er een z.g. reële band bestaat tussen de eigenaar en de betreffende staat.
De verklaring heeft tot doel gehad met name Oostbloklanden met hun binnenvaartvloten van de Rijn te weren toen in 1992 het Rijn-Main-Donau-kanaal gereed zou komen. Elk schip dat op de Rijn voer moest uiterlijk 1 februari 1987 over zo'n verklaring kunnen beschikken.
Het werd geregeld met de Verordening (EEG) nr. 2919/85 van de Raad van 17 oktober 1985 houdende vaststelling van de voorwaarden waaraan moet worden voldaan om in aanmerking te komen voor het regime dat door de Herziene Rijnvaartakte wordt gereserveerd voor de vaartuigen die tot de Rijnvaart behoren.
Om de schepen te registreren is toen een in te vullen formulier rondgestuurd door de Centrale Registratie Binnenschepen van het Directoraat-Generaal van het verkeer, Afdeling Goederenvervoer te Water, waarin de eigenaar de gegevens die zij hadden kon bijwerken. Het resultaat was een "Verklaring inzake het behoren tot de Rijnvaart" en een officieel scheepsnummer, in de wandeling Europanummer. Het nummer werd daarna op de schepen geschilderd. Dat kennen we nu nog als het ENI-nummer, het oude Europanummer met een 0 (nul) ervoor.  De blauwe kaartje met de eerste verklaring werd uitgereikt op 26 maart 1986 door staatssecretaris Jaap Scherpenhuizen van het Ministerie van Verkeer en Waterstaat.
Die reële band wordt aangenomen:
- als iemand de nationaliteit van een van de Verdragsluitende Staten heeft en er woont, dan wel
- als rechtspersoon naar publiekrecht is opgericht.

Dan moet het hoofdkantoor wel in zo'n staat zijn gevestigd of het moet daarvandaan wel de zaken doen en in dat geval moet de onderneming wel worden beheerd en bestuurd door personen waarvan de meerderheid bestaat uit staatsburgers van de Verdragsluitende Staten en die er ook wonen of als rechtspersoon hun zetel hebben.
In de Rijnvaartverklaring moet zijn vermeld de naam van het vaartuig, de naam van de eigenaar en eventueel van de exploitant en in het bijzonder:
- de naam of het nummer, de plaats van inschrijving, het type en de categorie van het vaartuig;
- de naam, de firmanaam, de woonplaats, de verblijfplaats of de zetel van de eigenaar en eventueel van de exploitant.

Een Rijnvaartverklaring wordt afgegeven, indien wordt voldaan aan de eisen gesteld in de bijlage bij Verordening (EEG) nr. 2919/85.
Op ander binnenwater dan waar de Rijnvaartverklaring verplicht is moet de eigenaar of de reder in het bezit zijn van een bewijs van toelating of een document van de bevoegde autoriteit van een andere Lid-Staat van de Europese Gemeenschappen of van een van de overige Staten die partij zijn bij de Overeenkomst betreffende de Europese Economische Ruimte.
Uit het bovenstaande volgt, dat zeeschepen die vervoer tussen twee plaatsen op de binnenwater verrichten, ook aan deze regels en voorschriften moeten voldoen, tenzij een gedeelte van de reis over zee plaatsvindt (bijvoorbeeld vervoer door een zeeschip van Amsterdam naar Rotterdam, waarbij niet via de Amsterdam-Rijnkanaal en de Lek wordt gevaren, maar via de Noordzee).
De verklaring of het document moet altijd aan boord zijn en moet worden getoond op verzoek van de met controle belaste autoriteiten.